# Йосуке Мацуока
Йосуке Мацуока (на японски: 松岡 洋右) е японски дипломат и министър на външните работи в Японската империя (1940 – 41), когато Втората светова война е в своите ранни стадии. Остава в паметта с непоклатимата си реч пред Обществото на народите през 1933 г., след която Япония напуска организацията. Освен това той е един от главните архитекти на Тристранния пакт и Пакта за неутралност между Япония и СССР.